# Buurtspoorwegen van de provincie Antwerpen

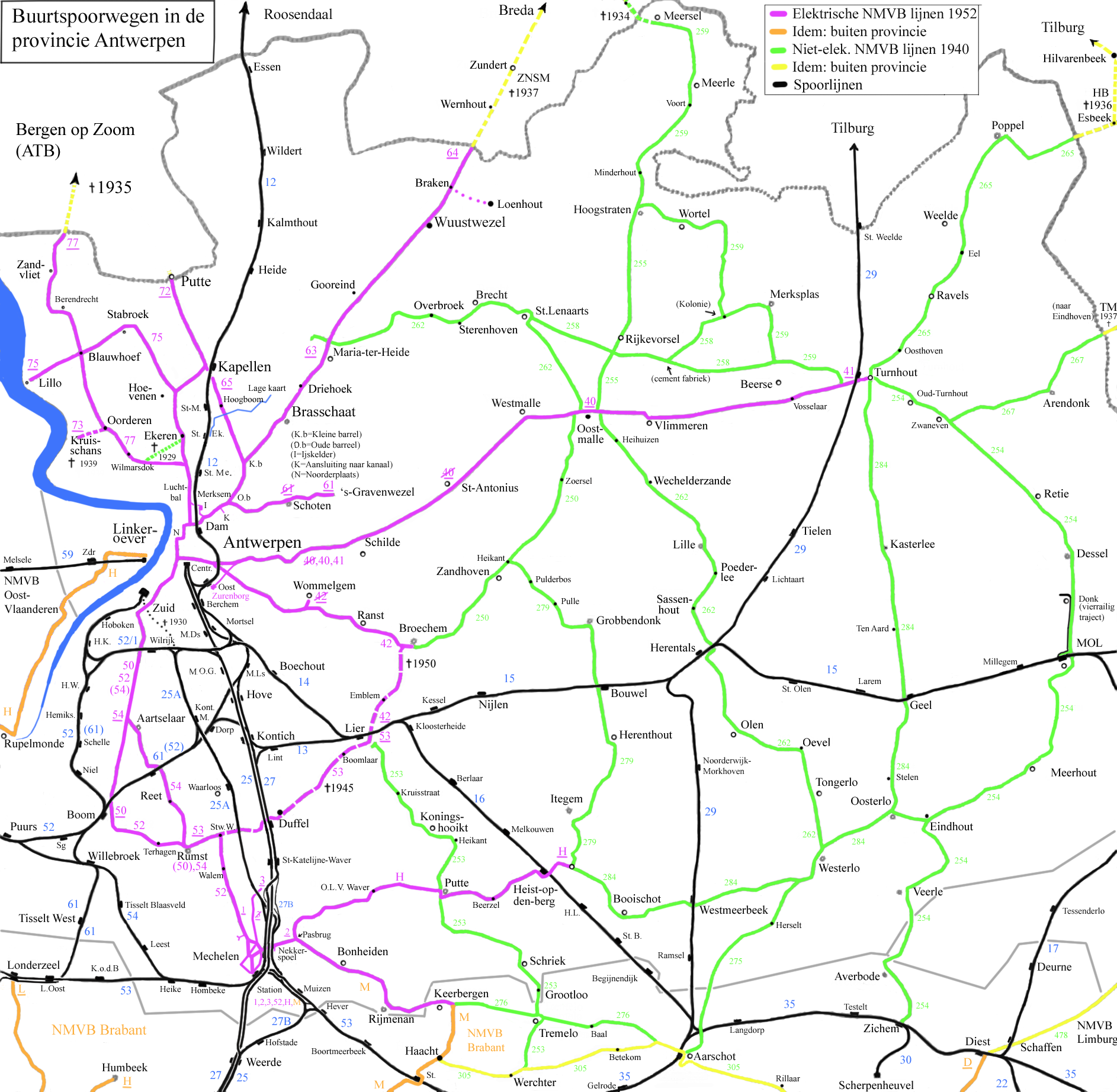
Buurtspoorwegen van de provincie Antwerpen, stand 1952 voor elektrische lijnen en stand 1940 voor de andere lijnen.

De NMVB was georganiseerd in regionale groepen die een grote zelfstandigheid en eigen beleid hadden. Oorspronkelijk werden alle lijnen in de provincie geëxploiteerd door pachters die hun eigen lijnen, stelplaatsen en organisatie hadden. De NMVB heeft bij de overname van de concessies, de pachter organisatie niet veranderd. Hierdoor kent de NMVB in de provincie 3 groepen:
- Turnhout (Oostelijke lijnen; AMDB)
- Merksem (Noordelijke lijnen in Antwerpen; eerst TNA, daarna VA)
- Itegem (Lijnen naar Mechelen, Lier, Aarschot en de lijn naar Turnhout via Heist en Geel; KSTM + VT)

Oorspronkelijk zijn bijna alle buurtspoorweglijnen in de provincie Antwerpen met kaapspoor (1067 mm) aangelegd. Deze spoorwijdte was gekozen in verband met de aansluiting met de tramlijnen in het zuiden van Nederland, waar kaapspoor werd gebruikt. De meeste lijnen werden tijdens de Eerste Wereldoorlog door de Duitse bezetter opgebroken. Deze lijnen werden daarna in meterspoor opnieuw aangelegd. Vanaf 1919 werden de nog overblijvende lijnen omgespoord naar meterspoor, wat toen de standaard werd.

## Stad Antwerpen

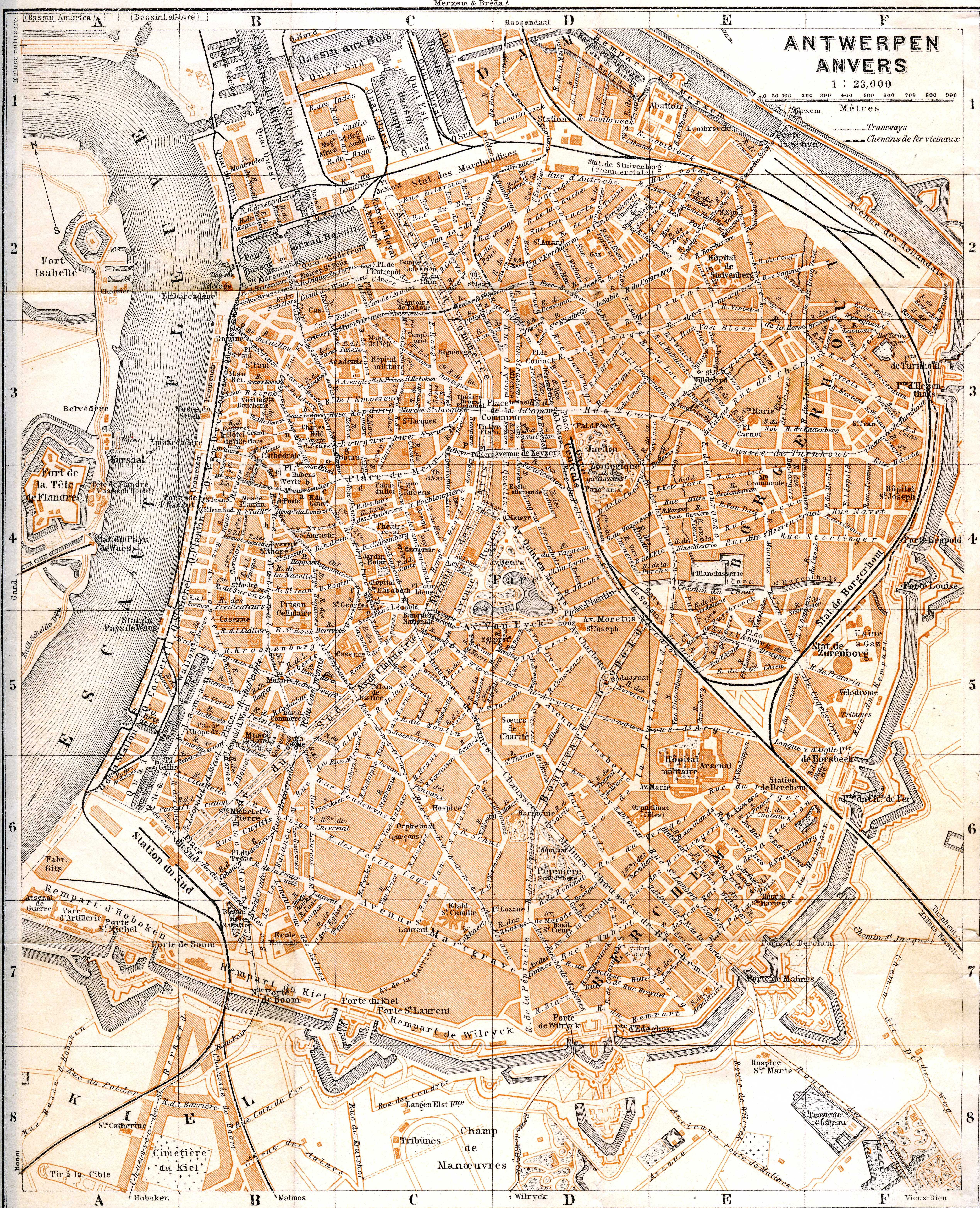
Kaart van Antwerpen in 1905.

In de stad Antwerpen werden veel sporen gemeenschappelijk gebruikt met de Antwerpse stadstram, die ook op meterspoor reed. Hierdoor zijn er nog steeds sporen in dienst, waar de NMVB vroeger (ook) reed. In 1935 werden alle NMVB-tramlijnen die tot dan toe aan de rand van de stad eindigden, doorgetrokken naar de centrale Victorieplaats (na de oorlog Franklin Rooseveltplaats genoemd).
De oude eindpunten waren:
- Klapdorp: Groep Merksem
- Zurenborg: Groep Turnhout
- Comedieplaats: Groep Itegem

De lijn van Klapdorp tot de Oude Bareel in Merksem was op 20 juli 1879 door de "Tramways du Nord d’Anvers" al geopend als een paardentramlijn. Deze lijn werd op 15 juli 1887 door de NMVB overgenomen, die na versmalling van de spoorbreedte, van 1500 mm tot 1067 mm, met streektrams beperkt kon doorrijden tot in het hart van Antwerpen. De paardentram heeft gereden tot in september 1908. Het eindpunt van Zurenborg was binnen de vestingsmuren en langs spoorlijn zoals te zien op deze kaart.

## Geëlektrificeerde lijnen rond Antwerpen

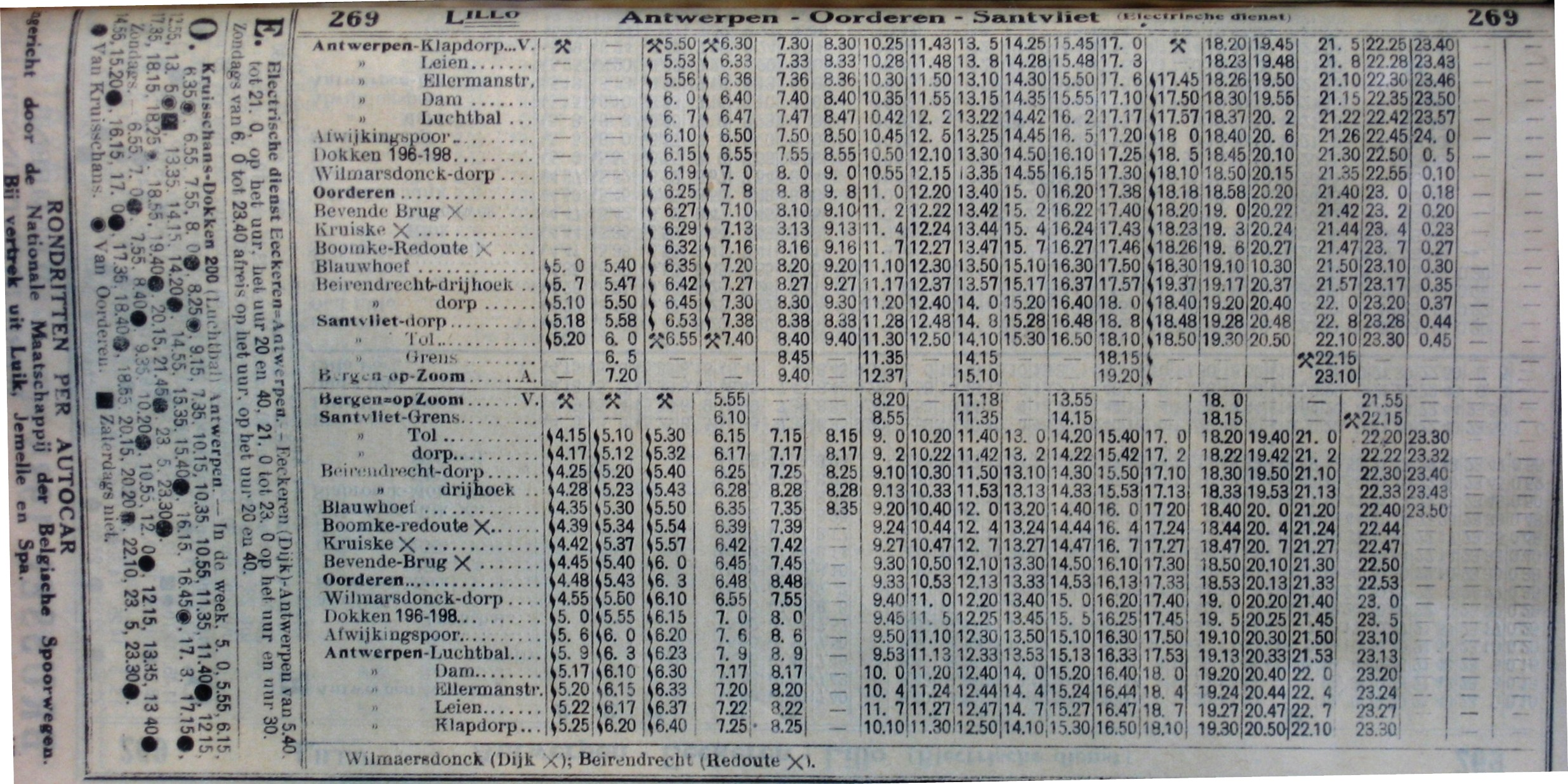
Internationale dienstregeling uit 1933. In Ossendrecht is er een overstap. In 1934 werd de lijn Bergen op Zoom vanaf Ossendrecht vervangen door bussen.

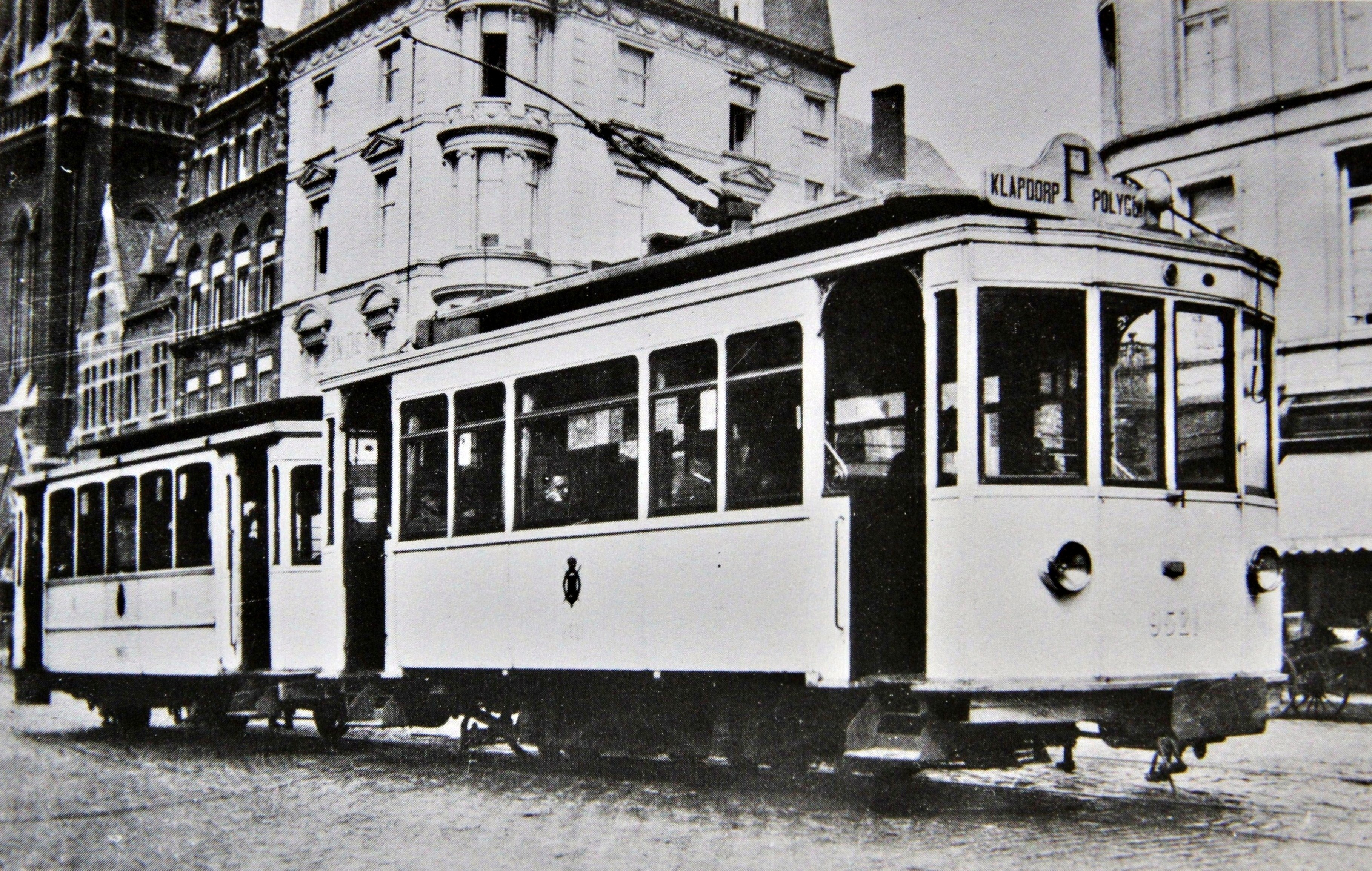
Tram op lijn P op de Paardenmarkt in Antwerpen; 25 augustus 1925.

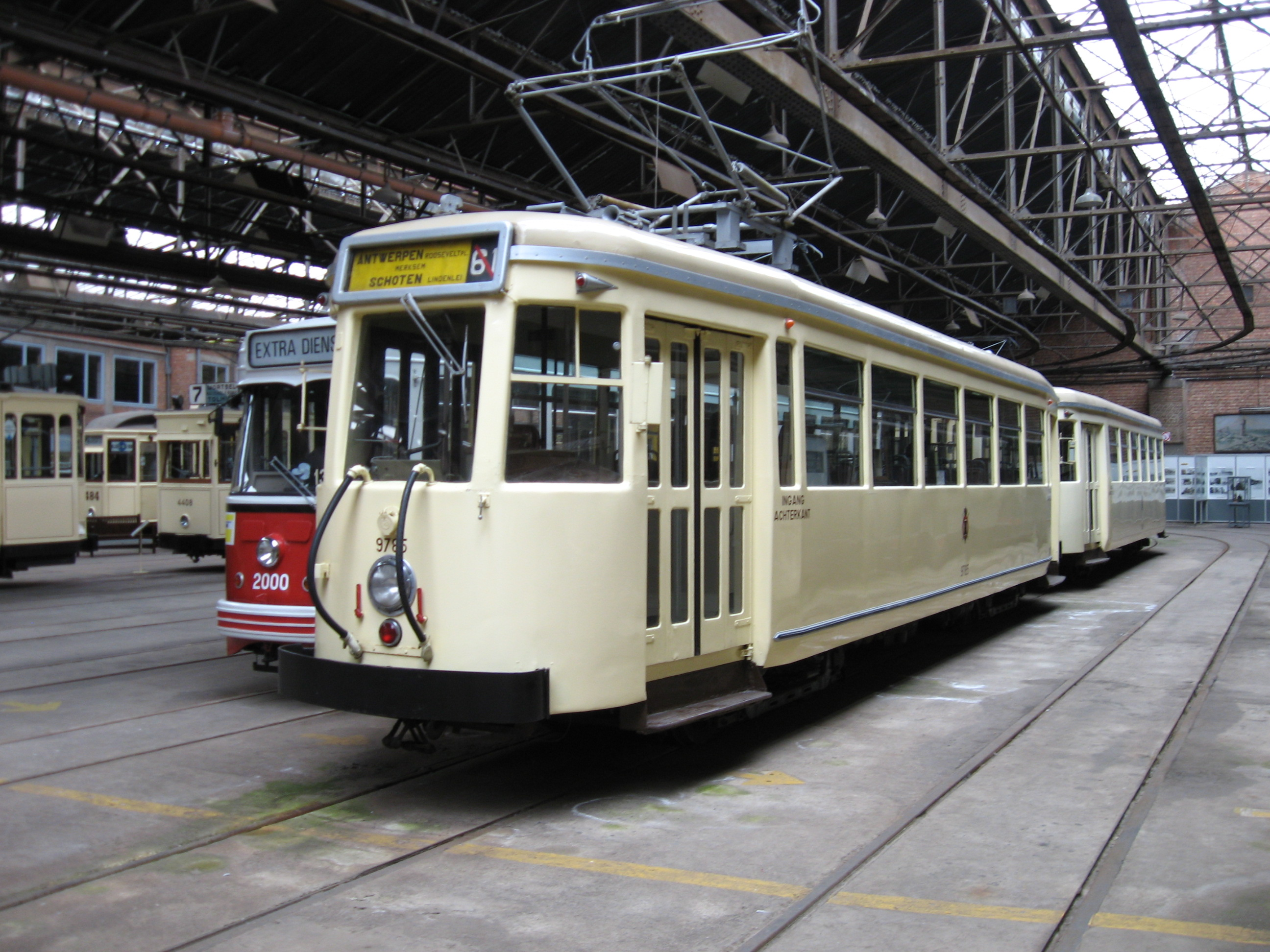
NMVB-tram type "S" met bijwagen die in 1968 de laatste rit op lijn 61 in de provincie Antwerpen reed.

De lijnen zijn vermeld in grofweg de wijzerzin volgorde rond Antwerpen (paars gekleurd op de kaart). In 1937 werden lijnnummers ingevoerd. Voorheen werden er letters gebruikt voor de lijnaanduiding. De vermelde lijnnummers zijn de laatst gebruikte nummers voor het volledige traject.
( ) = Gemeenschappelijk met andere lijnen.
- 77 Antwerpen – Luchtbal – Wilmarsdonk – Oorderen – Blauwhoef – Berendrecht – Zandvliet – Ossendrecht (Kabeljouw). Daar kon overgestapt worden op de tramlijn naar Bergen op Zoom. Vanaf 1940 is de grensoverschrijdende lijn opgeheven en werd de overstap verlegd naar Zandvliet (Tol).[3]
- 75 (Antwerpen – Luchtbal) – Ekeren – Hoevenen (Leugenberg) – Stabroek – Blauwhoef – Lillo
- 73 (Antwerpen – Wilmarsdonk) – Kruisschans (bij de haven)
- 72 (Antwerpen – Hoevenen) – Kapellen – Putte
- 70 Antwerpen – Luchtbal – Ekeren – Hoevenen – Kapellen
- 63 Antwerpen – Merksem (Oude Barreel, Kleine Barreel) – Brasschaat – Driehoek – Polygoon (Maria-ter-Heide)
- 64 Antwerpen – Merksem (Oude Barreel, Kleine Barreel) – Brasschaat – Driehoek – Maria-ter-Heide – Gooreind – Wuustwezel – Braken – grens, met aansluiting naar Breda in Nederland met de ZNSM. Er was voor de oorlog een uitbreiding naar Loenhout gepland maar die is er nooit gekomen.
- 65 (Antwerpen – Merksem (Kleine Barreel) – Sint-Mariaburg (Hoogboom) – Kapellen

- 60 Antwerpen (Klapdorp) - Merksem Oude Barreel
- 61 (Antwerpen – Merksem (Oude Barreel) – Schoten (Markt, Vaart) – Schotenhof – 's-Gravenwezel
- (Er is meer info over de tramlijnen in Merksem)
- 40 Antwerpen – Turnhoutse Poort (Antwerpen) – Wijnegem – Schilde – Sint-Antonius – Westmalle – Oostmalle
- 41 Antwerpen – Turnhoutse Poort (Antwerpen) – Wijnegem – Schilde – Sint-Antonius – Westmalle – Oostmalle – Vlimmeren – Vosselaar – Turnhout
- 42 (Antwerpen – Stenen Brug) – Wommelgem – Ranst – Broechem – Emblem – Lier (Deze lijn had een aftakking naar het centrum van Wommelgem die reed als 42 dubbel doorstreept voor 1950 en daarna als 42 doorstreept.)
- 43 Zurenborg – Stenen Brug – Borsbeek – Wommelgem – Ranst – Broechem (Deze lijn reed korte tijd voor verwarde mensen die dachten dat de tram nog in Zurenborg vertrok. Zij reed als lijn 43 naar Broechem en reed terug als lijn 42 naar de Victorieplaats.)
- 45 Zurenborg – Stenen Brug – Borsbeek – Wommelgem dorp (deze lijn ging in 1939 op in lijn 42)
- 50 Antwerpen (Noorderplaats) – Kiel – Wilrijk – Aartselaar – Boom – Terhagen – Rumst
- 51 Antwerpen (Zwemdok) – Wilrijk – Aartselaar (dorp) – Station Reet (Spoorlijn 61) – Reet (dorp) – Rumst (Deze lijn werd in 1938 vervangen door lijn 54.)
- 52 Antwerpen (Noorderplaats) – Kiel – Wilrijk – Aartselaar – Boom – Terhagen – Rumst – Steenweg Waarloos – Walem – Mechelen
- 53 (Rumst – Steenweg Waarloos) (nu de N1 weg) – Duffel – Boomlaar – Lier
- 54 (Antwerpen) – Aartselaar (dorp) – Station Reet (Spoorlijn 61) – Reet (dorp) – Rumst

Daarnaast was er ook de Oost-Vlaamse lijn H die sinds de annexatie van linkeroever in de provincie Antwerpen liep:
- H Antwerpen Vlaams hoofd (Linkeroever) – Kruibeke – Bazel – Rupelmonde – Steendorp – Temse – Tielrode – Hamme. De oorspronkelijke lijn (kapitaal 110) liep van Hamme door tot Baasrode Veer die aansluiting gaf op de veerboot naar Baasrode. Bij de elektrificatie tot Hamme op 15 oktober 1937 werd de lijn tot Baasrode Veer opgeheven. Op 1 september 1931 werd de lijn al tot Temse geëlektrificeerd met Rupelmonde als stelplaats.

## Geëlektrificeerde lijnen rond Mechelen

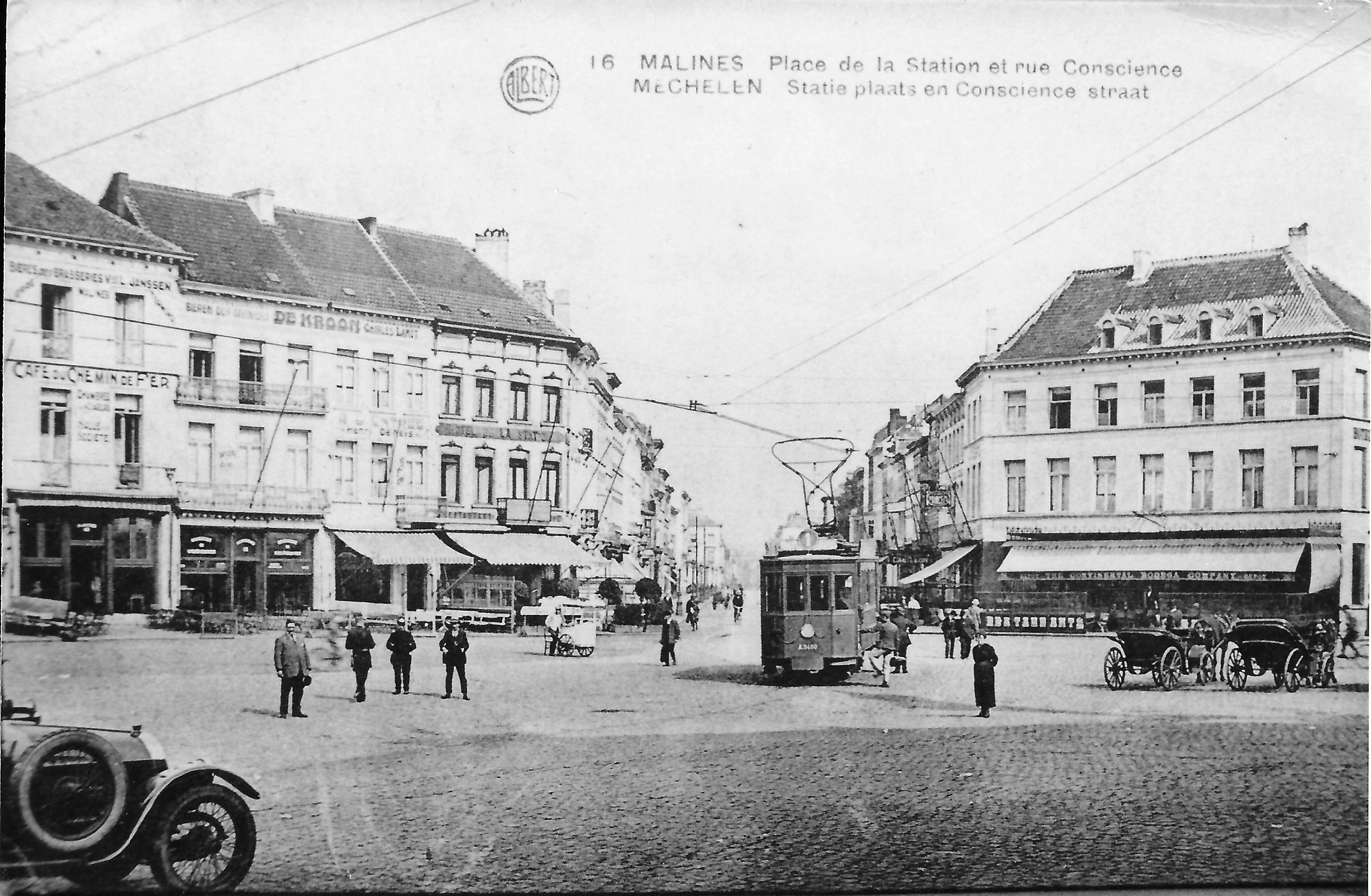
Tramlijn 1 bij het station van Mechelen.

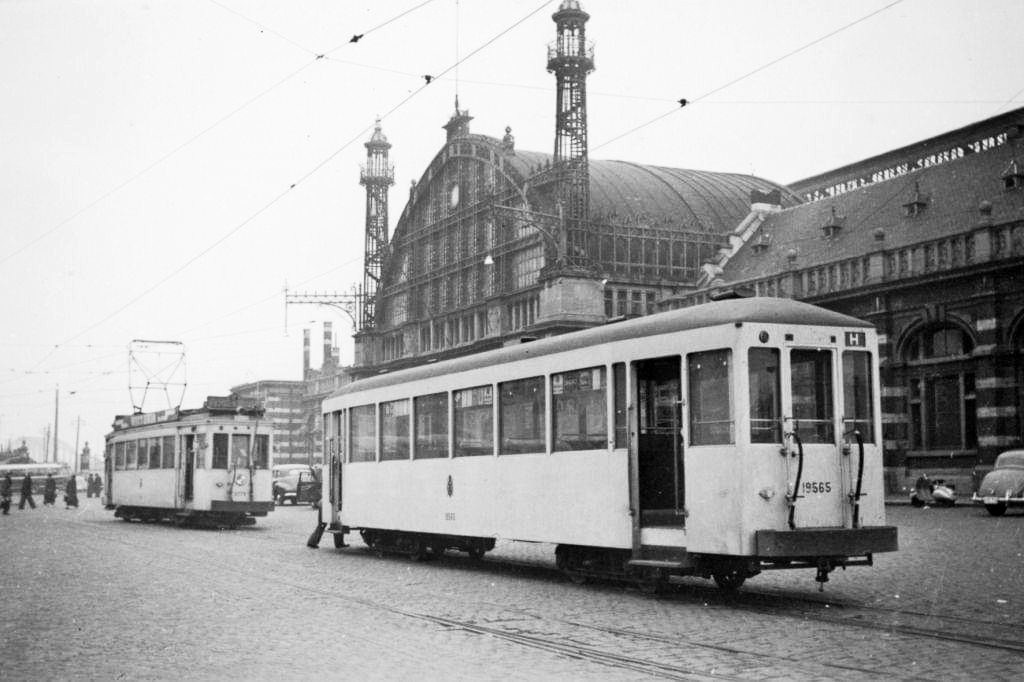
Standaardmotorwagen met bijwagen 19565 op lijn H voor het station van Mechelen in de jaren vijftig.

kaart van de buurtspoorwegen in Mechelen 1949-1952. De streektrams reden een lus door de stad langs het station en Bruul.

- H Mechelen – Pasbrug – Onze-Lieve-Vrouw-Waver – Putte – Beerzel – Heist-op-den-Berg (station, brug over het spoor, Berkenstraat, centrum dorp.)
- T Mechelen – Bonheiden – Rijmenam – Keerbergen (De T verwijst naar nooit uitgevoerde plannen om de lijn tot Tremelo te elektrificeren. Vanaf 1949 ging deze lijn op in de Brabantse lijn M.)
- M (Mechelen – Pasbrug) – Bonheiden – Rijmenam – Keerbergen – Haacht – verder naar Brussel (provincie Brabant)

Van de stadslijnen had alleen lijn 3 een eigen baan:
- 1: Station – Waterloo (lijn 52)
- 2: Station – Pasbrug (lijnen H en M)
- 3: Station – Elzestraat

Tussen 1 november 1917 en 5 oktober 1919 was het stadsnet buiten dienst wegens oorlogsomstandigheden. Lijn 1 en 3 zijn op 21 december 1952 opgeheven. Lijn 2 is op 28 december 1953 opgeheven. De streeklijnen 52, H, M bleven daarna nog rijden maar kwamen de binnenstad niet meer in en reden via de vestenlijn (langs de spoorweg) naar het station.

## Niet geëlektrificeerde lijnen

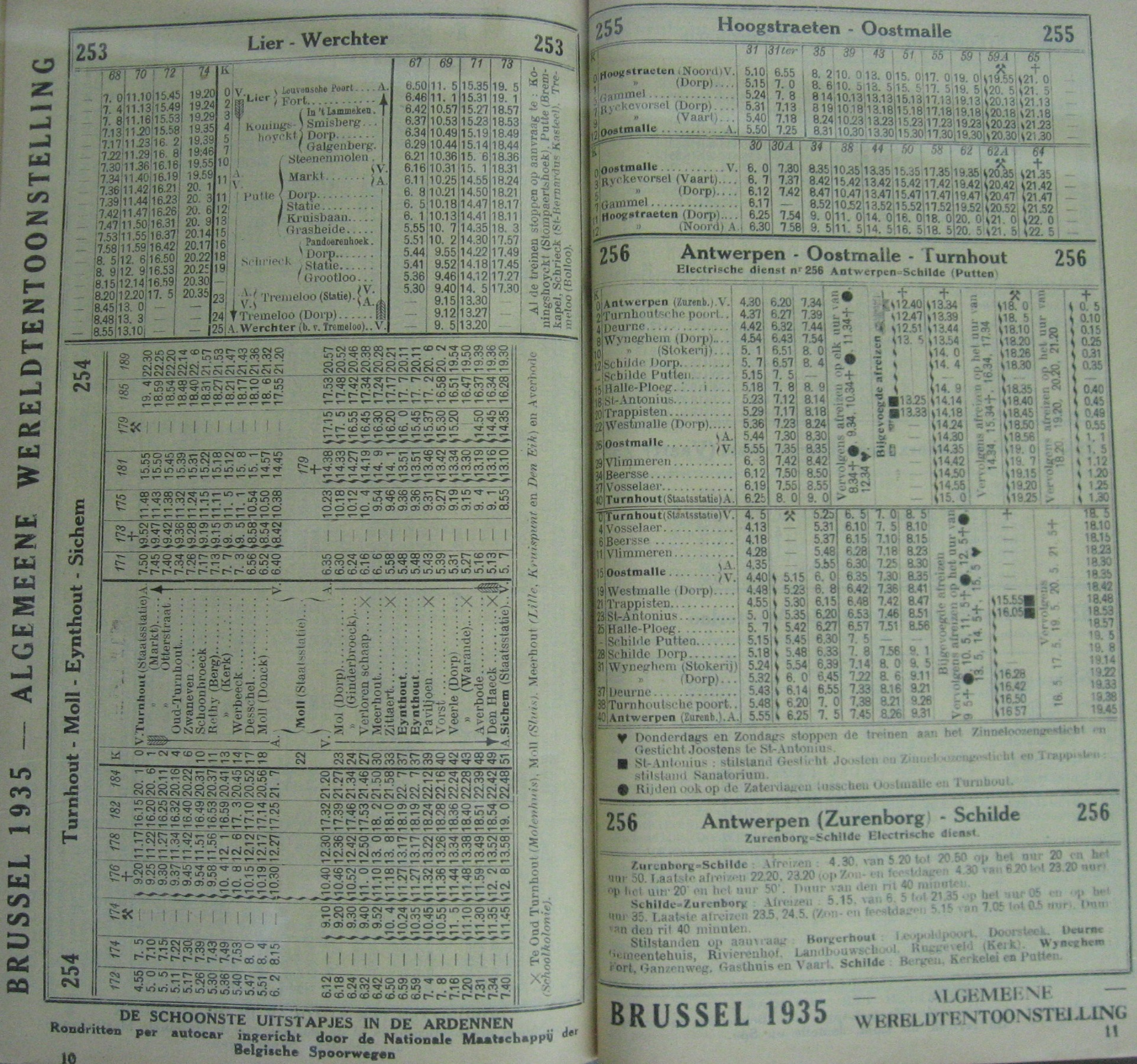
Dienstregeling uit 1933, lijn 41 = tabel 256, lijn 255 = tabel 255, lijn 254 = tabel 254, lijn 253 = tabel 253

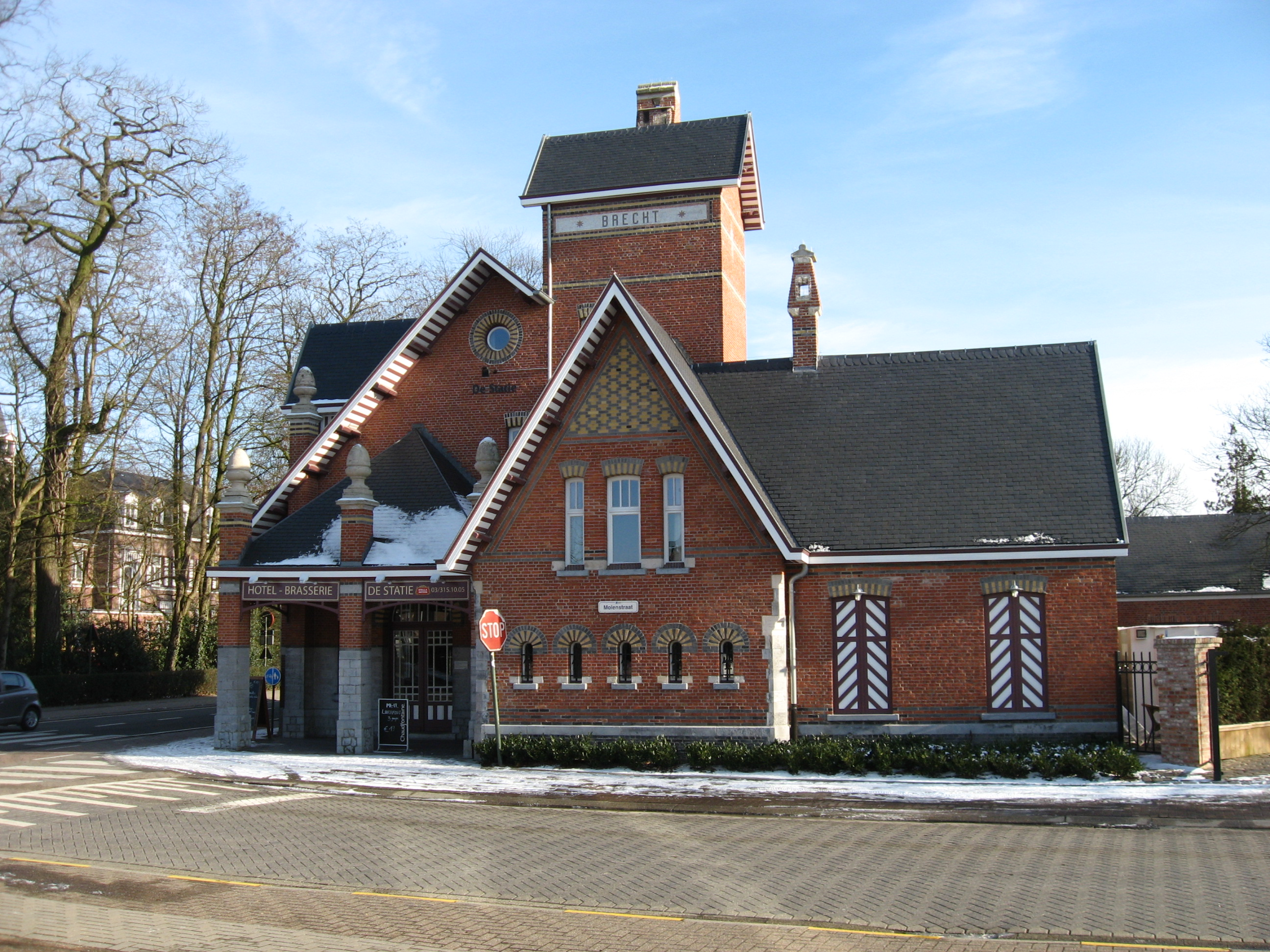
Voormalig buurtspoorwegstation in Brecht, gebouwd in 1910, nu in gebruik als restaurant.

De lijnen worden vermeld in grofweg de wijzerzin volgorde rond Antwerpen. (Groen gekleurd op de kaart; de nationale lijnnummers uit het spoorboek worden gebruikt. Er worden alleen lijnnummers of letters gebruikt bij elektrische diensten)
( ) = Gemeenschappelijk met andere lijnen.

Voor de lijnen ten noorden van Oostmalle, ten westen van Turnhout en ten oosten van de Bredabaan, (zie  buurtspoorlijnen in Noord Kempen)
- 262: Fort Brasschaat (militair domein, niet voor reizigers) – Brasschaat (Maria-ter-Heide) – Overbroek – Brecht (Sternhoven, station, dorp) – Sint-Lenaarts (dorp, kanaal) – Oostmalle – Heihuizen – Wechelderzande – Lille – Poederlee – Sassenhout – Herentals – Olen – Oevel – Tongerlo – Westerlo. in 1896 was de lijn Maria-ter-Heide – Brecht aangelegd als een zijlijn van lijn Antwerpen – Wuustwezel. Pas in 1907 is de lijn verder doorgetrokken naar Wechelderzande.
- 255 Oostmalle – Rijkevorsel (vaart, dorp, Gammel) – Hoogstraten (Elsbroeken, dorp, stelplaats). In Rijkevorsel (Vaart) is er aansluiting op de lijn 258 en 258bis. Tevens is daar een spooraansluiting naar een haven aan het Kempisch kanaal.[6]
- 259 Turnhout (Markt, spoorstation, stelplaats, kanaal brug 2) – Beerse (brug 4 aan de overkant van het kanaal) – Merksplas (Loest, Dorp, Kolonie) – Wortel – kolonie (de vier gebouwen) – Hoogstraten (dorp, stelplaats) – Minderhout – Voort – Meerle – Meersel – Nederlandse grens – Hazeldonk – Wishagen – Breedschot – Rijsbergen. Aan de Nederlandse kant was de lijn eigendom van de Belgische pachter AMDB. In 1921 is dit gedeelte van de lijn ook overgegaan naar de NMVB en omgespoord naar meterspoor met de rest van de lijn. Van Breedschot in het westen over Hazeldonk en Meersel tot aan de Belgische N14 (gedeelte Meerle – Strijbeek) in het oosten is een goede 5 km van de ligging van deze lijn nog herkenbaar aan de straatnaam "Oude Trambaan" (Nederland) en "Oude Tramweg" (België).[7]
- 258 (Turnhout – Beerse (brug 4)) – Beerse (Cementfabriek, nu gehucht Sint-Jozef) – Rijkevorsel (Vaart) – Sint-Lenaarts. Van Beerse tot Sint-Lenaarts lag de lijn langs de noordoever van het Kempisch kanaal.
- 258bis (Turnhout – Merksplas (Kolonie)) – (Beerse (Cementfabriek) – Rijkevorsel (Vaart) – (Sint Lenaarts)). De verbinding Rijkevorsel (Vaart) – Merksplas (Kolonie) was al in 1895 aangelegd als zijtak van lijn 255, voor het gevangenenvervoer naar en bevoorrading van Merksplas Kolonie.
- 265 Turnhout – Oosthoven – brug kanaal –Ravels – Eel – Weelde (Zuidheikant) – Poppel (dorp) – grens, aansluiting naar Tilburg in Nederland met HB. (zie artikel: Tramlijn Tilburg - Turnhout)
- 254 Turnhout – Oud Turnhout – Zwaneven – Retie – Dessel – Mol – Meerhout – Eindhout – Veerle – Averbode – Zichem
- 267 (Turnhout – Oud Turnhout – Zwaneven) – Arendonk – grens, aansluiting naar Eindhoven in Nederland met de TM.
- 284 Turnhout – Kasterlee – Ten Aard – Geel – Stelen – Oosterlo – Westerlo – Westmeerbeek – Booischot – Heist-op-den-Berg
- 275 Westerlo – Herselt – Aarschot. (Tracé binnenkomst Aarschot)
- 279 Heist-op-den-Berg – Itegem – Herenthout – Bouwel – Grobbendonk – Pulle – Pulderbos – Heikant – Zandhoven
- 250 Broechem – Massenhoven – Zandhoven – Heikant – Drengel – Zoersel – Oostmalle
- 253 Lier – Kruisstraat – Koningshooikt – Heikant – Putte – Schriek – Grootlo – Tremelo – Werchter
- 276 (Mechelen – Keerbergen) – Tremelo – Baal – Aarschot

Daarnaast was er enkel voor het goederenverkeer de lijn:
- IJskelder – Merksem kanaal Dit is een normaalspoorlijn die in 1967 wordt overgenomen door de NMBS.

## Eerste/Laatste buurttram in de provincie Antwerpen
- De eerste buurtspoorlijn die op 15 augustus 1885 werd geopend reed van Antwerpen (Turnhoutse Poort) naar Wijnegem (vaart). Kort daarna, op 20 september 1885, is de rest van de lijn naar Oostmalle en Hoogstraten geopend.
- Ter gelegenheid van de Wereldtentoonstelling van 1885 en de oprichting van de Nationale Maatschappij van Buurtspoorwegen werd met een buurtspoorwegtram als demonstratie gereden op de Amerikalei.[8]

- Op 25 mei 1968 reden de laatste trams op lijn 61: van Antwerpen Rooseveltplaats tot Schotenhof (Lindelei) in Schoten. Drie weken eerder op 4 mei 1968 reed op de lijn 63, van Antwerpen Rooseveltplaats tot Prins Kavellei in Brasschaat, de laatste tram. De laatste niet-elektrische lijn voor passagiers was Turnhout – Mol, die op 12 november 1955 is gesloten voor reizigers.[9] De laatste goederentrein reed daar op 30 april 1958.
- De laatste stoomtram in de provincie reed op 15 juni 1967 over het nijverheidsspoor in Merksem. De volgende dag werd de exploitatie door de NMBS overgenomen.[10]
- Op 26 juni 1970 eindigde de exploitatie van het viersporige baanvak Mol-Donk door de NMVB, hierna nam Sibelco de exploitatie zelf over. Het was hiermee de laatste goederenlijn, niet-elektrische lijn en buurtspoorweglijn in Antwerpen.

## Afbraak tramnet
Al tijdens de Tweede Wereldoorlog zijn veel niet-geëlektrificeerde lijnen opgebroken. Al snel werden de overblijvende lijnen opgeheven en vanaf 1955 bleven er alleen de elektrische lijnen over.
Hoewel de elektrische lijn Rumst – Broechem omstreeks deze tijd werd opgeheven (in 1945 tot Lier en in 1950 tot Broechem), werd de lijn Maria-ter-Heide – Wuustwezel grens in 1951 als laatste lijn nog geëlektrificeerd. In 1949 werd een nieuwe elektrische lijn tussen Keerbergen en Haacht geopend. Dit maakte een doorgaande dienst M tussen Mechelen en Brussel mogelijk en koppelde de elektrische spoornetten van Brabant en Antwerpen met elkaar. De doorgaande dienst werd echter al op 1 juni 1957 opgeheven in verband met het opheffen van de lijn Mechelen – Keerbergen. Op 31 mei 1958 werd ook de lijn Keerbergen – Haacht opgeheven.
Vanaf de eindjaren '50 en beginjaren '60 werd ook het elektrisch spoornet afgebouwd. Dit was afhankelijk van de instroom van de vele nieuwe bussen, nodig om de trams te vervangen. Vaak reden de trams alleen nog maar in de spits. Om een lange tram met veel aanhangwagens te vervangen, waren er veel bussen nodig.

## Stelplaatsenin de provincie Antwerpen
- Antwerpen (Zurenborg)
- Blauwhoef
- Brasschaat (Polygoon)
- Heist-op-den-Berg (werkplaats stoomdienst)
- Herentals
- Hoogstraten
- Lier
- Mechelen (Racing)
- Mol
- Merksem (Oude Barreel: werkplaats elektrische dienst en IJskelder: werkplaats stoomdienst)
- Oostmalle
- Rumst
- Tremelo
- Turnhout (werkplaats stoomdienst)
- Westerlo
- Westmalle
- Wuustwezel,
- Zandhoven, Zichem

## Pachters
In augustus 1914 werden de lijnen geëxploiteerd door de volgende pachters:
- AMDB: Antwerpsche Maatschappij voor den Dienst van Buurtspoorwegen
- KSTM: Kempische Stoomtram Maatschappij
- VA: Vicinaux Anversois
- VT: Vicinaux et Tramways

In de beginjaren 1920 werd de exploitatie door de NMVB overgenomen.

## Aansluitingen met deBelgische Spoorwegenin de provincie Antwerpen
Hier konden goederen overgeladen worden:
- Aarschot
- Antwerpen (Kiel, Zurenborg)
- Bouwel
- Geel
- Heist-op-den-Berg
- Herentals
- Lier
- Mechelen (Nekkerspoel)
- Merksem (IJskelder)
- Mol
- Reet
- Turnhout
- Westmeerbeek
- Zichem

## Ontwikkeling na het opheffen van de trams en het busnet
Al voor de opheffing van de trams werden gebieden waar spoorlijnen niet aanwezig waren bediend met buslijnen. Bijvoorbeeld: Antwerpen – Schoten – Sint-Job-in-'t-Goor – Brecht. Met het opheffen van de tram werden bus/tram overstapverbindingen vervangen door rechtstreekse buslijnen. Vele kleine plaatsen en nieuwbouwwijken werden bediend door nieuwe buslijnen of door nieuwe varianten van bestaande buslijnen (ex-tram). Voorbeeld: Sommige bussen van lijn 64, werden doorgetrokken van Wuustwezel naar Loenhout. Sommige van die nieuwe busroutes hadden echter maar een paar bussen per dag. Hoewel het openbaar vervoer achteruitgaat door het toenemend gebruik van de auto, werd deze achteruitgang gedeeltelijk gecompenseerd door de vervoertoename rond de stad Antwerpen, veroorzaakt door de sterke uitbreiding van de voorsteden en villawijken. Door de ongeordende en gespreide bouw van woningen in België, zijn er veel woningen gebouwd ver van de woonkernen en hoofdwegen. Deze woningen kunnen niet goed bediend worden door buslijnen.
De NMVB, en sinds 1991 De Lijn, heeft veel sneldiensten die gedeeltelijk gebruikmaken van de nieuwe snelwegen. Zo kunnen verafgelegen plaatsen snel verbonden worden met Antwerpen. Zo kent de buslijn 410 (ex-tram 41) de sneldiensten 415, 416 en 417 naar Turnhout, waarbij er verschillende routes zijn die afhankelijk zijn van de gebruikte snelwegafslag.

## Archieven
De archieven van NMVB werden bij de opsplitsing verdeeld in een Waals gedeelte en een Vlaams gedeelte (inclusief Waals Brabant). De Antwerpse archieven kwamen terecht bij de Vlaams Tram- en Autobusmuseum (VlaTAM). Dit erfgoed wordt nu beheerd door MobiliteitsErfgoed Tram en autobus vzw. De Antwerpse inventaris is te zien op: Archief Nationale Maatschappij van Buurtspoorwegen (NMVB)Provincie Antwerpen.

## NMVB in de andere provincies
- Brabant: Buurtspoorwegen van de provincie Brabant
- Oost-Vlaanderen: Buurtspoorwegen van de provincie Oost-Vlaanderen
- West-Vlaanderen: Buurtspoorwegen van de provincie West-Vlaanderen
- Limburg: Buurtspoorwegen van de provincie Limburg
- Luik: Buurtspoorwegen van de provincie Luik
- Luxemburg: Buurtspoorwegen van de provincie Luxemburg
- Namen: Buurtspoorwegen van de provincie Namen
- Henegouwen: Buurtspoorwegen van de provincie Henegouwen